# 特里沃利 (伊利諾伊州)
特里沃利（英語：Trivoli）是位於美國伊利諾伊州皮奧里亞縣的一個非建制地區。該地的面積和人口皆未知。

## 地理
特里沃利的座標為40°41′26″N 89°53′33″W / 40.69056°N 89.89250°W，而該地的平均海拔高度為229米（即751英尺）。